# ジプシー (1993年の映画)
『ジプシー』（Gypsy）は、1993年のアメリカ合衆国の伝記ミュージカル・テレビ映画。エミール・アルドリーノが監督、アーサー・ローレンツが脚本を務めた。1957年のジプシー・ローズ・リーによる自伝『Gypsy: A Memoir』を基にする1959年のミュージカル『ジプシー』のテレビ映画化である。
ジプシー・ローズ・リーの息子エリック・リー・プレミンガーは本作の製作に尽力し、調査の中心的人物であった。プレミンガーは10年前よりローズ役を熱望していたベット・ミドラー主演でミュージカル映画を製作しようとしたが、権利を獲得するには5箇所の承認が必要であった。うち1つはリーの自伝を基にしたミュージカルの脚本を執筆したアーサー・ローレンツ自身であった。ローレンツは1962年の映画版を嫌っており、リメイクには反対であった。ローレンツは「世界中から金銭を得ようとも二度と映画版は作らない」と語っていた。
1993年12月12日、CBSで初放送され、その後海外の映画館で上映された。以降複数回ホームビデオとしてリリースされている。
初放送より3週間前、アルドリーノ監督はエイズにより亡くなった。

## あらすじ
自分勝手で要領が良く傲慢なステージママのローズ・ホビックは、若くブロンドで美しい次女ジューンを何が何でもヴォードヴィルの主役にしようと決意する。ローズはジューンと、内気で野暮で才能もない長女ルイーズを連れて売り出すために全米を回り、エージェントのハービー・ソマーズの助けを得て高名なオルフェウム・サーキットでの職を得る。
数年後、娘たちは母親が強制する子供らしさを続けることができなくなってくる。ジューンは反抗し、バックダンサーの1人であるタルサと駆け落ちする。次女の裏切りとも思える行為に落胆し、ローズはルイーズが歌やダンスが得意でないにもかかわらずルイーズに全力を注ぐ。トーキーの人気が高まり、舞台におけるエンタテイメントの需要が降下する。職がなくなり、ローズとルイーズはカンザス州ウィチタに移住し三流バーレスクの職を得る。
ストリッパーの1人が客引きで逮捕され、ルイーズは不本意ながら代役となる。最初こそ声は震え動きもぎこちなかったが、観客の反応により自信を持ち始める。ルイーズはジプシー・ローズ・リーと名乗ってエンタテイナーとして成功し、私生活や仕事に関して常に過干渉である母親にうんざりするようになる。ルイーズは母親と対峙し、自分の元を去ることを要求する。ルイーズは、承認欲求、怒り、悲痛、当惑にさいなまれたローズにより奴隷のような人生を送ってきたことに気付き、ローズは荒廃し誰もいない舞台に立って真実を語り、互いに本音をぶつけ合い親子は和解する。

## 出演者
- ローズ・ホビック（英語版）：ベット・ミドラー
- ルイーズ・ホヴィック：シンシア・ギブ
  - 幼少期のルイーズ：エリザベス・モス
- ハービー・サマーズ：ピーター・リーガート
- ジューン・ホヴィック（英語版）：ジェニファー・レイ・ベック
  - 幼少期のジューン：レイシー・シャベール
- ポップ・チャールズ・トンプソン：エドワード・アズナー
- ミス・マゼッパ：リンダ・ハート（英語版）
- ミス・エレクトラ：アナ・マクニーリー
- テシー・トゥラ：クリスティーン・エバーソール
- ミスター・ゴールドストーン：マイケル・ジェッター
- ミス・クラッチ：アンドレア・マーティン（英語版）
- タルサ：ジェフリー・ブロードハースト
- アンクル・ジョッコ：トニー・シャルーブ
- ミスター・クリンゲリアン：キーン・カーティス（英語版）
- クラランス：スペンサー・リフ
- アグネス/アマンダ：レイチェル・スウィート
- ヨンカース：ピーター・ロックヤー（英語版）
- L.A.：マイケル・ムーア
- カンザス：パトリック・ボイド
- フラッグスタッフ：テリー・リンドーム
- ジプシー・ローズ・リー (アーカイブ映像)

## 使用楽曲
1. "Let Me Entertain You" - 幼少期のジューン、幼少期のルイーズ
2. "Some People" - ローズ
3. "Small World" - ローズ、ハービー
4. "Baby June and Her Newsboys" - 幼少期のジューン、幼少期のルイーズ、コーラス
5. "Mr. Goldstone" - ローズ、ハービー、コーラス
6. "Little Lamb" - ルイーズ
7. "You'll Never Get Away from Me" - ローズ、ハービー
8. "Dainty June and Her Farmboys" - ジューン、ルイーズ、コーラス
9. "If Momma Was Married" - ジューン、ルイーズ
10. "All I Need is the Girl" - タルサ
11. "Everything's Coming Up Roses" - ローズ
12. "Together, Wherever We Go" - ローズ、ハービー、ルイーズ
13. "You Gotta Get a Gimmick" - テシー・トゥラ、ミス・マゼッパ、ミス・エレクトラ
14. "Small World" (reprise) - ローズ
15. "Let Me Entertain You" - ルイーズ
16. "Rose's Turn" - ローズ

## サウンドトラック
ジューリー・スタイン作曲、スティーヴン・ソンドハイム作詞により、シド・ラミンおよびロバート・ギンズラーのオリジナルの編曲を再利用している。オリジナル・ブロードウェイ公演の演出および振付を担当したジェローム・ロビンズが本作でも振付を担当した。ボブ・マッキーが衣裳デザインを行なった。

## ニールセン視聴率
18.6/28世帯視聴率、2620万人が視聴したと見積もられ、この週の90番組中第4位であった。

## 受賞歴
| 年   | 賞                                    | 部門                                                   | ノミネート者 | 結果       | 脚注   |
| ---- | ------------------------------------- | ------------------------------------------------------ | --- | ---------- | ------ |
| 1994 | アメリカ映画編集者協会賞              | テレビ映画編集賞                                       | ウィリアム・H・レイノルズ | ノミネート | [ 7 ]  |
| 1994 | Artios Awards                         | テレビ映画週間キャスティング賞                         | デイヴィッド・ルビン、スチュアート・ハワード、エイミー・シェクター | ノミネート | [ 8 ]  |
| 1994 | 全米監督協会賞                        | ドラマスペシャル監督功労賞                             | エミール・アルドリーノ | ノミネート | [ 9 ]  |
| 1994 | ゴールデングローブ賞                  | ミニシリーズ・テレビ映画作品賞                         | ミニシリーズ・テレビ映画作品賞 | ノミネート | [ 10 ] |
| 1994 | ゴールデングローブ賞                  | ミニシリーズ・テレビ映画主演女優賞                     | ベット・ミドラー | 受賞       | [ 10 ] |
| 1994 | ゴールデングローブ賞                  | ミニシリーズ・テレビ映画助演女優賞                     | シンシア・ギブ | ノミネート | [ 10 ] |
| 1994 | プライムタイム・エミー賞              | テレビ映画作品賞                                       | ロバート・ハルミ、クレイグ・ゼダン、ニール・メロン、ボニー・ブラックハイマー、エミール・アルドリーノ、シンディ・ギルモア | ノミネート | [ 11 ] |
| 1994 | プライムタイム・エミー賞              | ミニシリーズ・スペシャル番組主演女優賞                 | ベット・ミドラー | ノミネート | [ 11 ] |
| 1994 | プライムタイム・エミー賞              | ミニシリーズ・スペシャル番組監督功労賞                 | エミール・アルドリーノ | ノミネート | [ 11 ] |
| 1994 | プライムタイム・エミー賞              | ミニシリーズ・スペシャル番組芸術監督功労賞             | ジャクソン・デ・ゴヴィア、ジョン・R・ジェンセン、K.C.フォックス | ノミネート | [ 11 ] |
| 1994 | プライムタイム・エミー賞              | ミニシリーズ・スペシャル番組撮影功労賞                 | ラルフ・D・ボード | ノミネート | [ 11 ] |
| 1994 | プライムタイム・エミー賞              | ミニシリーズ・スペシャル番組衣裳デザイン功労賞         | ボブ・マッキー | ノミネート | [ 11 ] |
| 1994 | プライムタイム・エミー賞              | ミニシリーズ・スペシャル番組シングル・カメラ編集功労賞 | ウィリアム・レイノルズ | ノミネート | [ 11 ] |
| 1994 | プライムタイム・エミー賞              | ミニシリーズ・スペシャル番組ヘアスタイリング功労賞     | キャロル・ミークル、ヘイゼル・カトマル、グロリア・モントマイヤー | ノミネート | [ 11 ] |
| 1994 | プライムタイム・エミー賞              | ミニシリーズ・スペシャル番組メイクアップ功労賞         | ヘイリー・ダモア、クリスティ・アン・ニュークイスト、ユージニア・ウェストン | ノミネート | [ 11 ] |
| 1994 | プライムタイム・エミー賞              | 音楽監督功労賞                                         | マイケル・ラフター | 受賞       | [ 11 ] |
| 1994 | プライムタイム・エミー賞              | ミニシリーズ・スペシャル番組音響功労賞                 | グレッグ・スカラー、J・マイケル・フーサー、ボブ・コスタンザ、マイク・ディックソン、グレイ・マキール、リチャード・S・スティール、マーク・スティール、リック・クランプトン、デイヴィッド・C・アイヒホーン、ラスティ・ティンスリー、スチュアート・コルドロン、ゲイリー・シャインクル、スコット・グラシン、クリス・レデスマ、サリー・ボールド、ジル・スキャシン、ティム・チルトン、シャロン・マイケルズ、ジョセフ・マローン、ジョー・ベネット、ティム・テルサ | ノミネート | [ 11 ] |
| 1994 | プライムタイム・エミー賞              | ミニシリーズ・スペシャル番組音響賞                     | ラリー・スタンスヴォルド、ロバート・シェイパー、ギャリー・ボルガ―、デイヴィッド・M・ロン | ノミネート | [ 11 ] |
| 1994 | Television Critics Association Awards | 年間番組賞                                             | 年間番組賞 | ノミネート | [ 12 ] |
| 1994 | Television Critics Association Awards | スペシャル番組功労賞                                   | スペシャル番組功労賞 | ノミネート | [ 12 ] |

## ホームビデオ
1994年、RHIエンタテイメントによりビデオテープおよびレーザーディスクが、2000年、パイオニア・エンタテイメントより、2005年、ライオンズゲイト・ホーム・エンタテイメントよりDVDがリリースされた。近年、アマゾンやiTunesなどでデジタル配信やストリーミングがリリースされている。2013年3月12日、数年ぶりにミル・クリーク・エンタテイメントは2001年のリメイク番組『南太平洋』と2枚組でDVDを再出版した。